# Daniła Sotnikow
Daniła Olegowicz Sotnikow (ros. Данила Олегович Сотников; ur. 2 listopada 1993) – rosyjski, a od 2021 roku włoski zapaśnik startujący w stylu klasycznym. Zajął ósme miejsce na mistrzostwach świata w 2022. Wicemistrz Europy w 2022 i trzeci w 2024. Trzeci na mistrzostwach Rosji w 2018 i 2019 roku.